# ネイピア デルティック

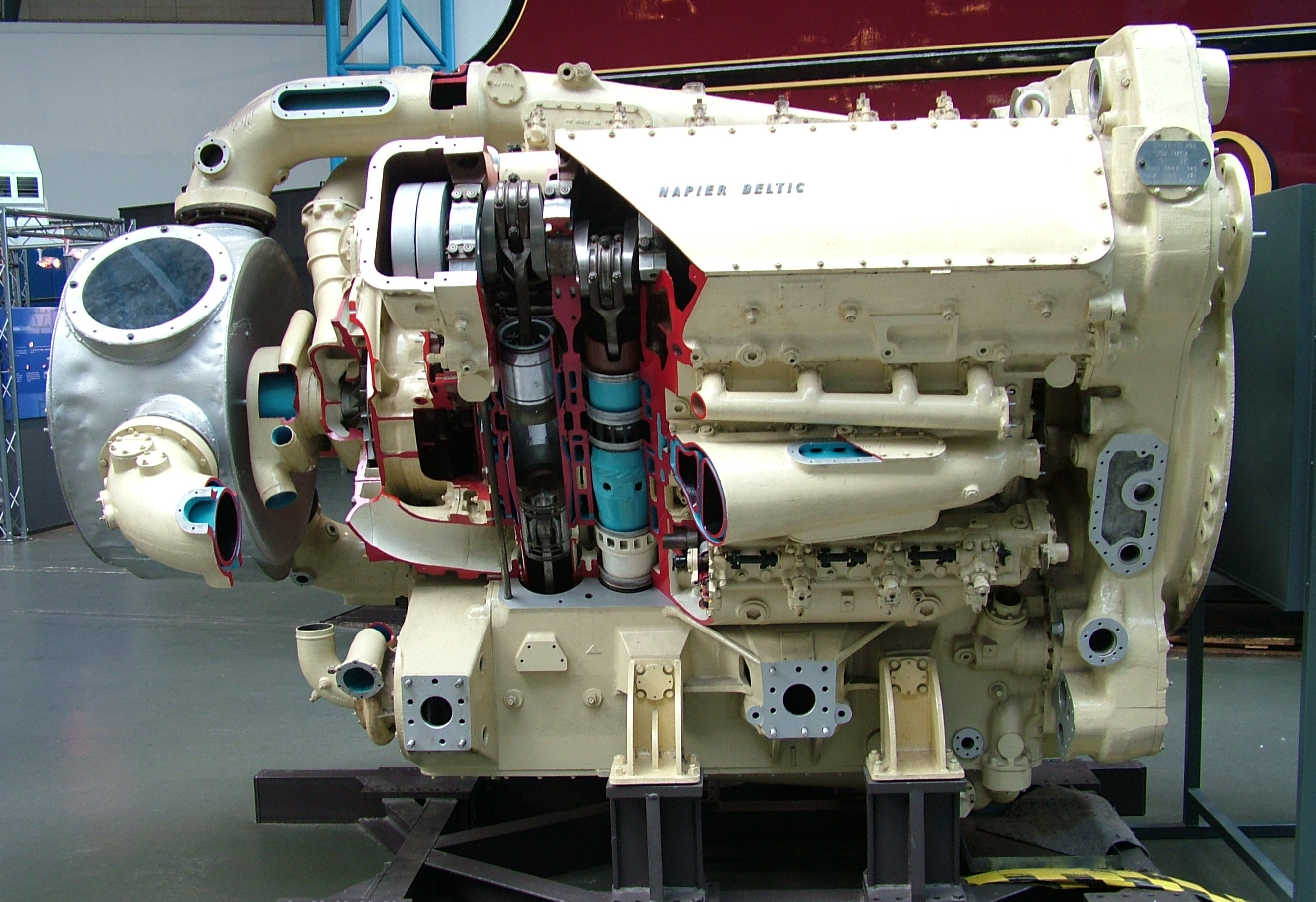
ネイピア デルティックエンジン
英国ヨークのイギリス国立鉄道博物館にて

ネイピア デルティックは、イギリスのネイピア・アンド・サンにより設計製作された対向ピストン式（英語版）、バルブレス、過給型ユニフロー掃気、2ストロークディーゼルエンジンである。艦船および機関車のエンジンとして用いられた。
三つの直列対向ピストンエンジンを三角形に組み合わせたもので、三つのシリンダーバンクの両端にあるクランクシャフトが三角形の頂点となるように組み合わされており、その全てが隣り合うバンクと共用されているため、クランクシャフトは3本しかない。
デルティック（ギリシャ文字のデルタの形を意味している）の呼称は、デルティック E.130 対向ピストン型高速ディーゼルエンジンと、このエンジンを使用したイングリッシュ・エレクトリック製機関車の双方を指して使われている。機関車には試作機のDP1号「DELTIC」と、イギリス国鉄の量産機である55形が存在した。
また、より小型の23形機関車でも、ハーフサイズのターボ過給器付きデルティックエンジン一基を特徴としていた。この機関車とエンジンのいずれも「ベビー・デルティック」と通称されるようになった。

## 歴史とデザイン

出力軸の反対側から見たデルティックエンジンのレイアウトのアニメーション

18気筒デルティック ディーゼルエンジンの各シリンダーの着火順序を視覚化した図。格子が三角形に配置されたシリンダーの展開図、すなわちバンク A,B,C（上図のレイアウトを示したアニメーションの左辺、上辺、右辺）と列1から6を示す。

デルティックの物語は1943年に英国海軍本部が、高速魚雷艇で使用する高出力軽量ディーゼルエンジン開発のための委員会を発足させたところから始まる。英国海軍では従来、この種の艦艇にガソリンエンジンを使用していたが、この燃料は非常に引火性が強く、火災に対して脆弱であった 。そしてドイツのディーゼル動力を備えたEボートと比較したときの弱点となっていた。
この時代のディーゼルエンジンはパワーウェイトレシオが低く、また低速であった。第二次世界大戦開戦までネイピアは、カルバリンの名で知られるユンカース Jumo 204のライセンス版をベースにした航空機用ディーゼルエンジンの開発に取り組んでいた。カルバリンは対向ピストン式、2ストロークの設計であった。Jumo 204をベースにしたこのデザインでは、一般的なエンジンに見られる、一端がシリンダーヘッドでふさがれたシリンダーにひとつのピストンを設けるかわりに、中央に向かって対向して動く二つのピストンを収めた細長いシリンダーを用いる。この方式では重いシリンダーヘッドの必要がなく、対向ピストンがその役割を果たす。反面、このレイアウトではエンジンの両側にそれぞれクランク軸が必要となり、単一の軸に出力をまとめて取り出すためには、なんらかのギアトレーンが必要となるという欠点がある。このデザインの最大の利点は、大型航空機の主翼に埋め込むことを意識した、より"フラットな"エンジンを作れることにあった。
海軍本部はさらにもっと強力なエンジンを要求しており、またユンカースによる直列6気筒やダイヤモンド配列（正方形）での4クランク軸エンジン（Jumo 223）の設計についても知っていた。海軍本部は、彼らが要求するもっと大型のデザインにとって、こういった設計が順当な出発点になりうると考えていた。その結果が、辺をなすシリンダーバンクが頂点となる3本のクランク軸のそれぞれに接する三角形であった。クランク軸同士は位相歯車によって結合され、単一の出力軸を駆動する。この構成は6個のピストン群が3本のクランク軸を駆動するが、これは全体では同程度の体積の3基の独立したV型エンジンと同様である。シリンダーの数を変えることで、様々なデルティックエンジンのモデルを作ることができるが、実際にはシリンダーバンク3組ないし6組を備えた、9気筒と18気筒のモデルが最も一般的であった。1946年に英国海軍本部は、このエンジンの開発に関する契約をネイピアの親会社であるイングリッシュ・エレクトリックと結んだ。
このエンジンの特徴のひとつは、排気ポートの進相と給気ポートの遅延を持つようにクランク軸の位相を構成する方法にある。シリンダーへの新気の流入と排気の流れが（シリンダー排出ガスの掃気作用を改善するための軽い過給に助けられて）一方向であることから、このようなエンジンのことをユニフロー掃気ディーゼルエンジンと呼ぶ。給気/排気ポートの順序は三角形の周囲を回る方向に給気/排気/給気/排気/給気/排気となっている（すなわち給気と排気のマニホールドの配列はC3回転対称性を備えている）。
このようなエンジンを設計するにあたって初期の試みで直面したのが、デルタを構成する3本のシリンダー内のすべてのピストンが、正しいシーケンスで動作するように配列することの困難さであった。そしてこの問題こそがユンカース・モトーレンバウ社が、三角形配列をあきらめてダイヤモンド配列、4クランク軸、24気筒のユンカース Jumo233試作機の製作を進めた原因であった。海軍本部技術研究所付き上級製図者のMr. Herbert Penwardenが、正しいピストン位相を実現するためには1本のクランク軸が反時計回りに回転する必要があることを指摘した。そこでネイピアの技術者たちは、そのうちの1本を他の2本とは逆方向に回転させるのに必要なギアトレーンを製作した。
給気弁も排気弁も持たない対向ピストン式のデザインであり、またポートの位置を変更する機能も持たないことから、デルティックエンジンのデザインでは、おのおののクランク軸に、同一平面の異なるシリンダー内で動作する隣接した二つのピストンを"fork and blade"コネクティングロッド（二股コンロッド）を用いて接続するように構成する。後者（blade側）の”給気ピストン”は給気ポートを開閉するのに使用され、前者の（隣接するシリンダー内にある）”排気ピストン”は排気ポートを開閉するのに使われる。このことから、おのおののシリンダーバンク内での点火時期は60度の隔たりを持つことが導かれる。
しかしながら、それぞれのシリンダーの排気ピストンは、その給気ピストンよりクランク軸の回転角20度だけ進む配置にするように決められた。これによって排気ポートは給気ポートよりも十分に早く開くことができるようになる。これにより掃気量が向上し、また給気において良好な掃気効率を得ることができるようになった。
そうすると隣接するシリンダーの着火は40度の隔たりで起こることになる。18気筒のデザインでは、着火を6組すべてのシリンダーバンクの間で交錯（インターレース）させることができ、これによりデルティックエンジンは、クランク軸が20度回転するたびに起こる給気と着火によって、一様なぶんぶんという排気音を出し、また捩れ振動が生じないため掃海艇には理想的なエンジンとなった。
9気筒のデザインでは3組のシリンダーバンクを持ち、そのクランク軸は反対方向に回転することに留意する必要がある。20度の排気の進相がバンク間の60度に加算されることで、同じバンクの隣接したシリンダーの点火は80度の隔たりになる。着火を3組すべてのシリンダーバンクの間で交錯（インターレース）させることで、同じようにクランク軸が40度回転するたびに起こる給気と着火による一様なぶんぶんという排気音を出し、これとともに捩れ振動を軽減する。
このエンジンはシリンダーポート（ピストンバルブ）方式であり、ポペットバルブを必要としないにもかかわらず、バンクごとにクランク軸と等速のカムシャフトが設けられている。これは燃料噴射ポンプを駆動するためだけに使用され、各シリンダーは自分専用のカム曲線によって駆動される独立したインジェクター（ノズル）とポンプを備えている。

## 運用

### 海軍艦艇

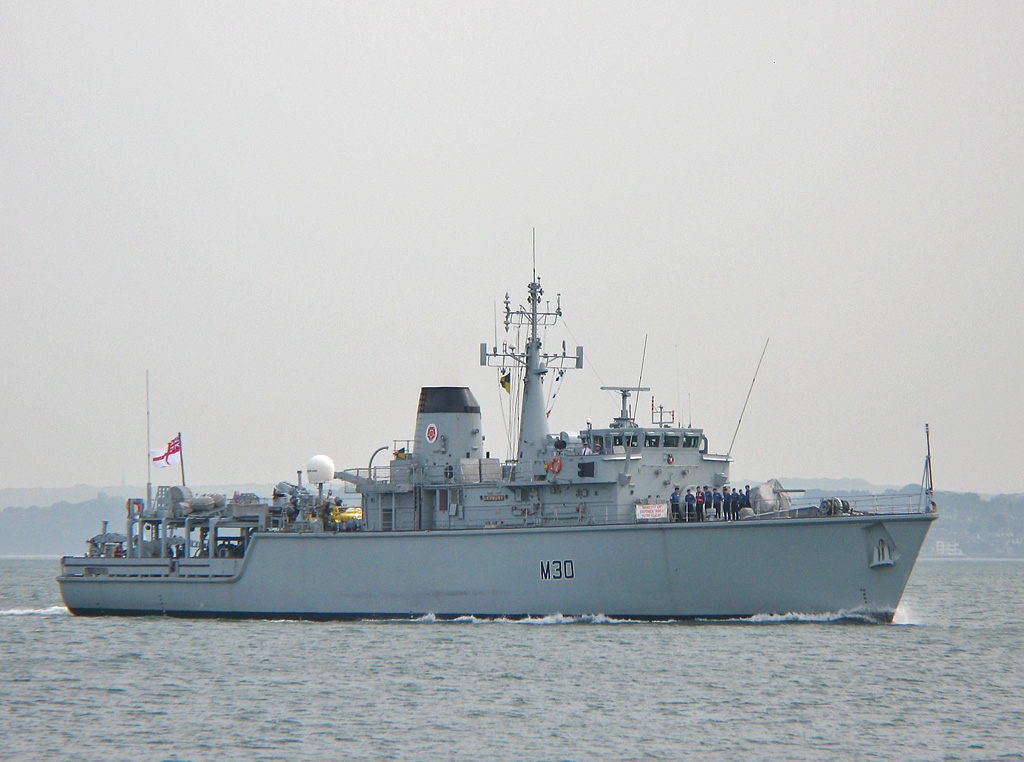
デルティックエンジンを搭載したハント級掃海艇 HMS レドバリー

デルティックエンジンの開発は1947年に始まり、最初のユニットが1950年に製作された。1952年1月までには6基のエンジンが完成し、全面的な開発作業と耐久試験が実施できるようになった。試験のために選ばれたのは鹵獲された元ドイツ海軍のEボートS212で、メルセデス・ベンツのディーゼルエンジン3基を搭載していた。これが選ばれたのは、このエンジンが新しい18気筒のデルティックとほぼ同じ出力であったことによる。この3基のエンジンのうち2基がネイピアデルティックに換装されたが、そのコンパクトさは視覚的にも明らかであった。その大きさはオリジナルのエンジンの半分であった。デルティックの重量はこの時期の同等出力のエンジンの1/5であった。
その成功が明らかになると、デルティック・ディーゼルエンジンは海軍の小型高速艦艇の標準的な動力源となった。英国海軍が最初に使用したのはダーク型高速哨戒艇で、これに引き続きデルティックは数多くのより小型の哨戒艇で使用された。その低い磁気特性は掃海作業に携わる艦艇での使用に向いており、トン級掃海艇のエンジンとしても選ばれた。デルティックエンジンはハント級掃海艇でいまだに現役である。このバージョンではエンジンのストレスを軽減するため出力が抑えられている。
デルティック・ディーゼルエンジンは外国の海軍向けに建造された高速魚雷艇やPTボートにも使用された。ことに有名なのがノルウェーのTjeld級やNasty級で、ドイツ、ギリシャやアメリカ海軍にも販売された。Nasty級はベトナム戦争に参加し、主に秘密工作で使用された。
より小型のデルティック9型9気筒エンジンは、船舶エンジン、中でも掃海艇のエンジンとして使用された。トン級掃海艇は2基のデルティック18型エンジンで駆動され、さらに補助エンジンとしてデルティック9型を磁気掃海用の発電機のために搭載した。ハント級では3基のデルティック9型を搭載し、2基は推進用に、そして1基は同じく発電機に使用しているが、この場合には発電機のほかに油圧ポンプも組み込まれており、低速機動用の船首スラスターも駆動する。

### 機関車

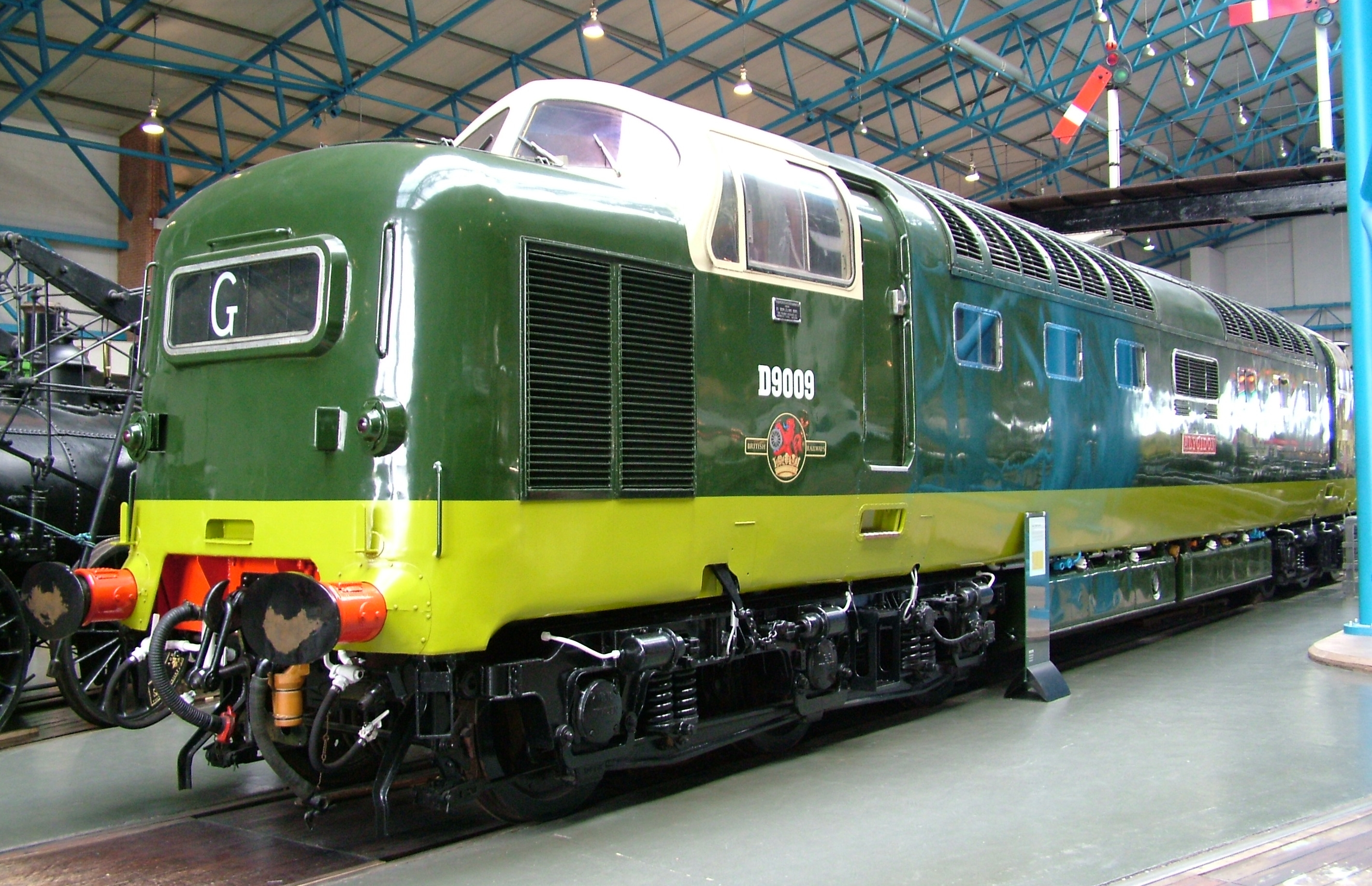
ネイピア デルティックを搭載したイギリス国鉄55形 アリシドン号
英国ヨークのイギリス国立鉄道博物館

デルティックエンジンは、1960年代に製作されたイギリス国鉄の55形、23形の2形式に使用されている。そのエンジンからそれぞれの機関車は”デルティック”、"ベビー・デルティック"という愛称で呼ばれている。
55形は2基のD18-25 series II type Vデルティックエンジンを搭載しており、強制給気の18気筒エンジンはそれぞれ、定格連続運転出力が1,500 rpmで1,650 hp (1,230 kW) であった。クラス23は1基の9気筒でより小出力のターボ過給器付きT9-29 デルティックを搭載しており、その出力は1,100 hp (820 kW)であった。
55形は1963年からフライング・スコッツマンの牽引機に充当され、それまでの蒸気機関車を置き換えた。同列車での運用は1976年にデビューしたインターシティー125に置き換えられ、1980年代に全車が引退した。現在はイギリス国立鉄道博物館などで6両が保存されている。

### 運用における信頼性
デルティックエンジンはその大きさと重量に比べて非常に高出力で、成功したエンジンではあったが 、非常に繊細な機械であり、綿密な整備が要求された。このために、現地での修理よりはユニットでの交換を行うという方針がとられた。デルティックエンジンが故障した際には単に取り外され、通常は修理のために製造元に送り返された。しかしながら英国海軍、英国国鉄のいずれも、最初の契約が切れるとオーバーホールのための作業場を独自に設置した。

## ターボコンパウンド・デルティック
デルティックの改良型としてターボコンパウンド型の"E.185"あるいは”コンパウンド・デルティック"が計画され 、そして1基の試作機が1956年に製作され 、1957年にテストが行われている 。
これには、拡大しつつあったガスタービン開発へのネイピアの参画と、"ノーマッド”開発の経験が生かされていた。
このエンジンは12段の軸流圧縮機と3段のタービン内のガスジェネレーターとして使用された。ノーマッドとは違い、このタービンはクランク軸に機械的に結合されることはなく、単に圧縮機を駆動するためだけに使われた。
これによってコンパウンド・デルティックは『比類なき』 燃料消費率とパワーウェイトレシオを実現し、6,000馬力を発生することが期待された。
この計画に密接に関わっていたある技術者は、コネクティングロッドの耐久力の限界がこのエンジンの出力の上限であり、それは5,300 bhp前後であろうと予想していた。実際のテストではこの予想通り、コネクティングロッドがクランクケースを突き破って飛散する前に、5,600 bhpを発生した。
ガスタービンに比べて燃料消費量は高かったものの、テストの翌年の段階で海軍の関心は既に純粋なガスタービンの開発に移っており、これ以上の開発が続けられることはなく計画は終了した。

## 類似したエンジン
- ズヴェズダ M503（英語版）